# Удельный парк
Уде́льный парк (Уде́льнинский парк, с 1934 до 1991 года — парк Челю́скинцев) — парк, расположенный в северной части Санкт-Петербурга, на территории, ограниченной проспектом Энгельса, проспектом Испытателей, улицей Марка Галлая, Коломяжским проспектом, а также улицей Аккуратова.
В 1999 году Удельный парк отнесён к выявленным памятникам культурного наследия как объект ландшафтной архитектуры, а в 2013 году был признан объектом культурного наследия регионального значения.

## История

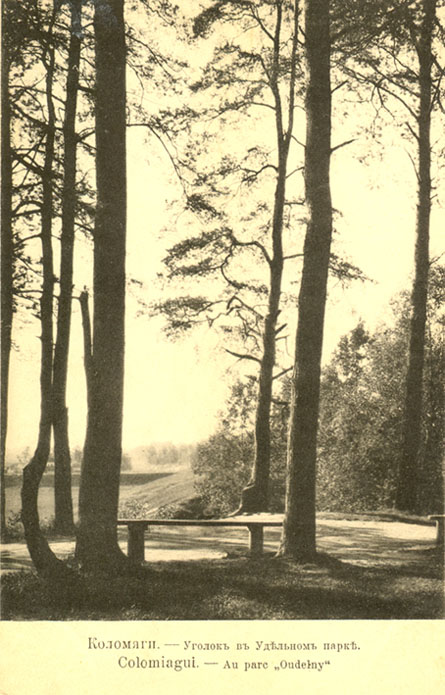
Уголок в Удельном парке. Открытка начала XX века.

Ещё при Петре I часть территории, на которой затем располагался парк, была отведена под выращивание корабельной сосны (по легенде, на территории парка, близ стадиона «Спартак», у улицы Аккуратова до конца XX века росла сосна, которую царь посадил собственноручно. Она была огорожена оградкой. Ныне сохраняется пень). В 1832 году здесь было организовано Удельнинское лесное училище, в которое помещики отсылали крепостных учиться лесному делу. При нём была создана «лесная дача», положившая начало парку. После отмены крепостного права училище стало постепенно терять своё значение (сейчас в корпусах училища находится психиатрическая больница имени И. И. Скворцова-Степанова, созданная в 1870—1880 годах), и земли, ранее принадлежавшие ему, стали сдаваться в аренду для строительства загородных дач и других целей.
После Октябрьской революции парк вошёл в состав учебно-опытных лесничеств Лесного института (ныне Лесотехническая академия). С 1922 года парк находится в черте города. В 1930-х годах к нему присоединён восточный лесной участок со стороны проспекта Энгельса, за железной дорогой. В 1934 году парк получил название парк Челюскинцев в честь членов полярной экспедиции на пароходе «Челюскин». Перед Великой Отечественной войной в парке проводили реконструкционные работы. Во время войны по территории парка проходила тыловая линия обороны. С этих времён в парке сохранилась небольшая группа из трёх железобетонных огневых точек. Война нанесла парку большой ущерб. Работы по восстановлению парка начались с ремонта дорожной и мелиоративной сети; удалены сухостой, больные деревья, выкорчеваны пни, посажены новые деревья и кустарники. Были созданы спортивные, детские игровые и танцевальные площадки, «уголки здоровья».

## Природа и ландшафт

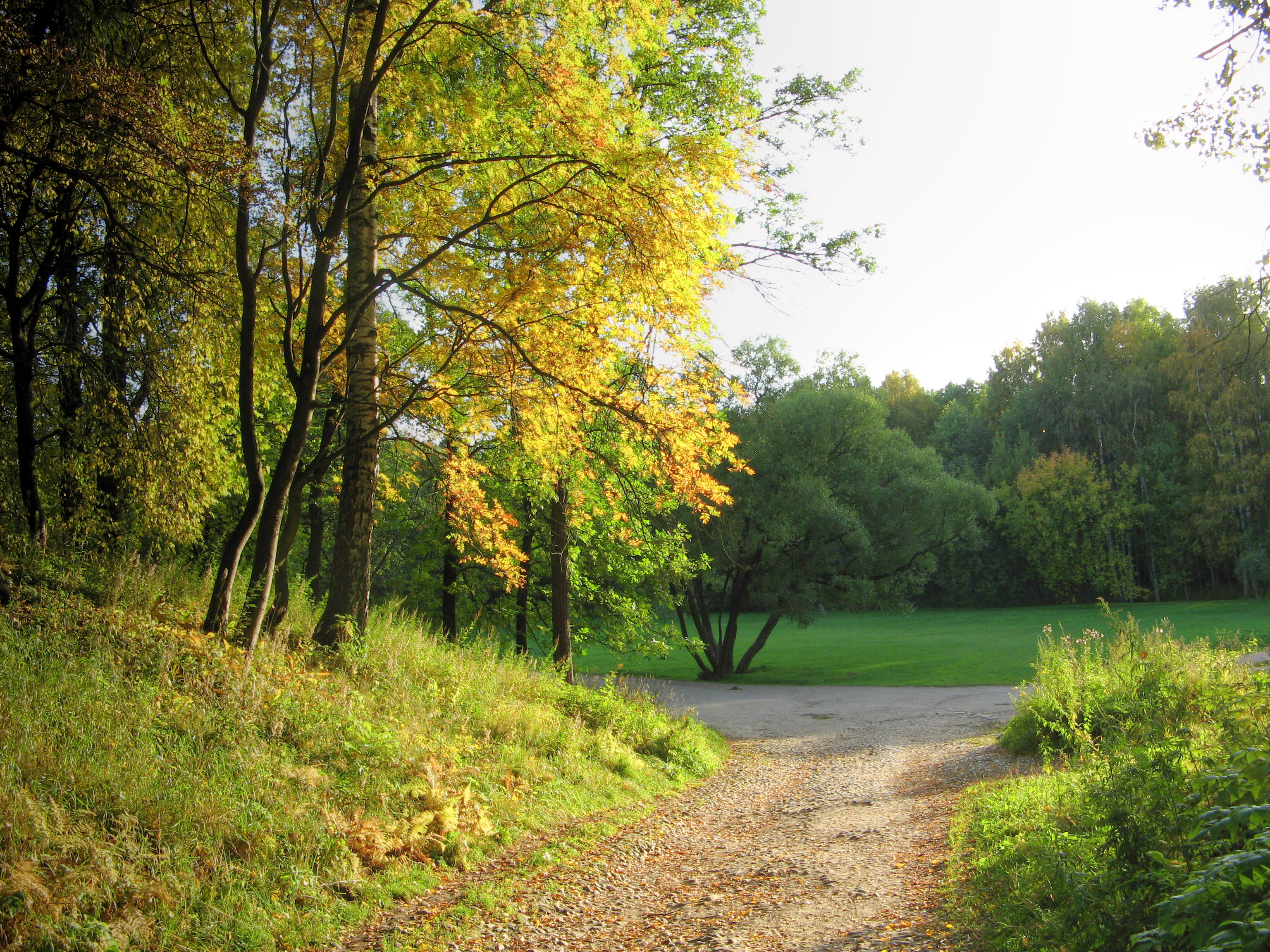
У спуска Фермского шоссе с верхней террасы.

Парк расположен на двух террасах, разделённых уступом высотой 5-6 метров, представляющем собой берег древнего моря. Уступ прорезают овраги, по которым текут ручьи, под уступом находятся обширные поляны. На нижней (литориновой) террасе преобладают естественные древостои из берёзы и чёрной ольхи с примесью осины, серой ольхи, рябины и черёмухи. Встречаются старые сосны, единично — ели. Нижняя часть парка местами заболочена. На верхней террасе преобладает берёза, много посадок сосны, лиственницы (стволы отдельных старых деревьев свыше 1 метра в диаметре), липы, дуба, ясеня, вяза и других пород деревьев. Часть парка, примыкающая к проспекту Энгельса, имеет регулярную планировку с цветниками и игровыми площадками.

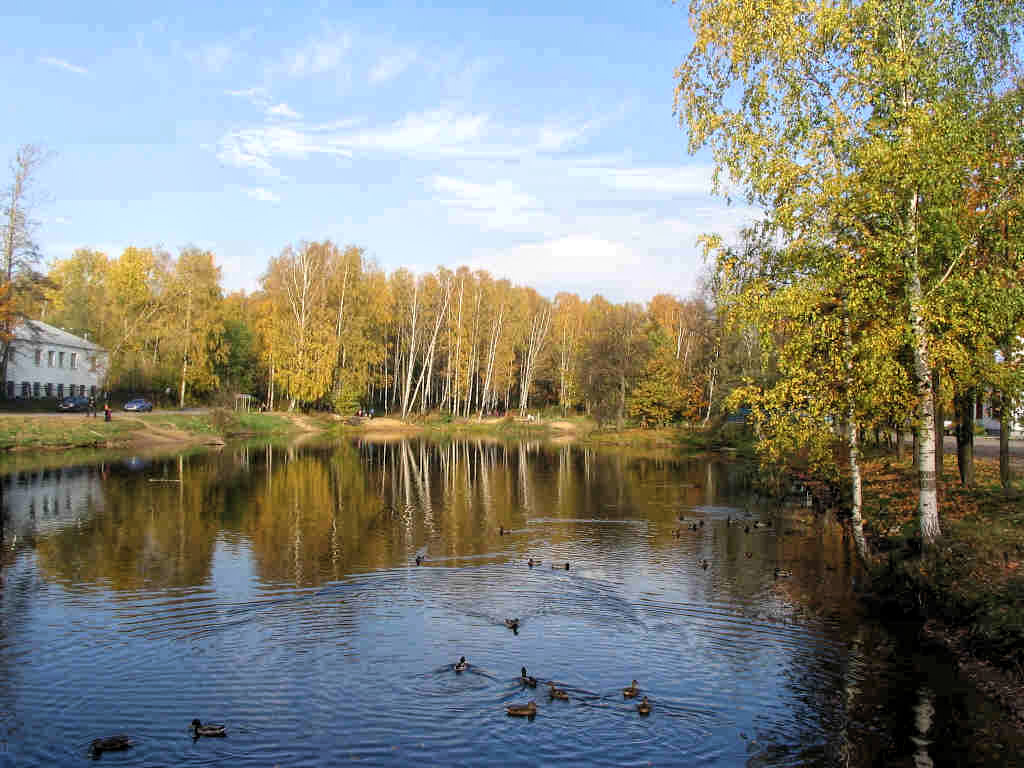
Пруд в парке.

На верхней террасе в северной части парка расположен пруд. Он находится на краю крутого склона и отделён от него плотиной, через которую проходит одна из главных парковых аллей. В начале XX века здесь были купальня и лодочная пристань, а по ступенчатому водоспуску за плотиной падал небольшой водопад.

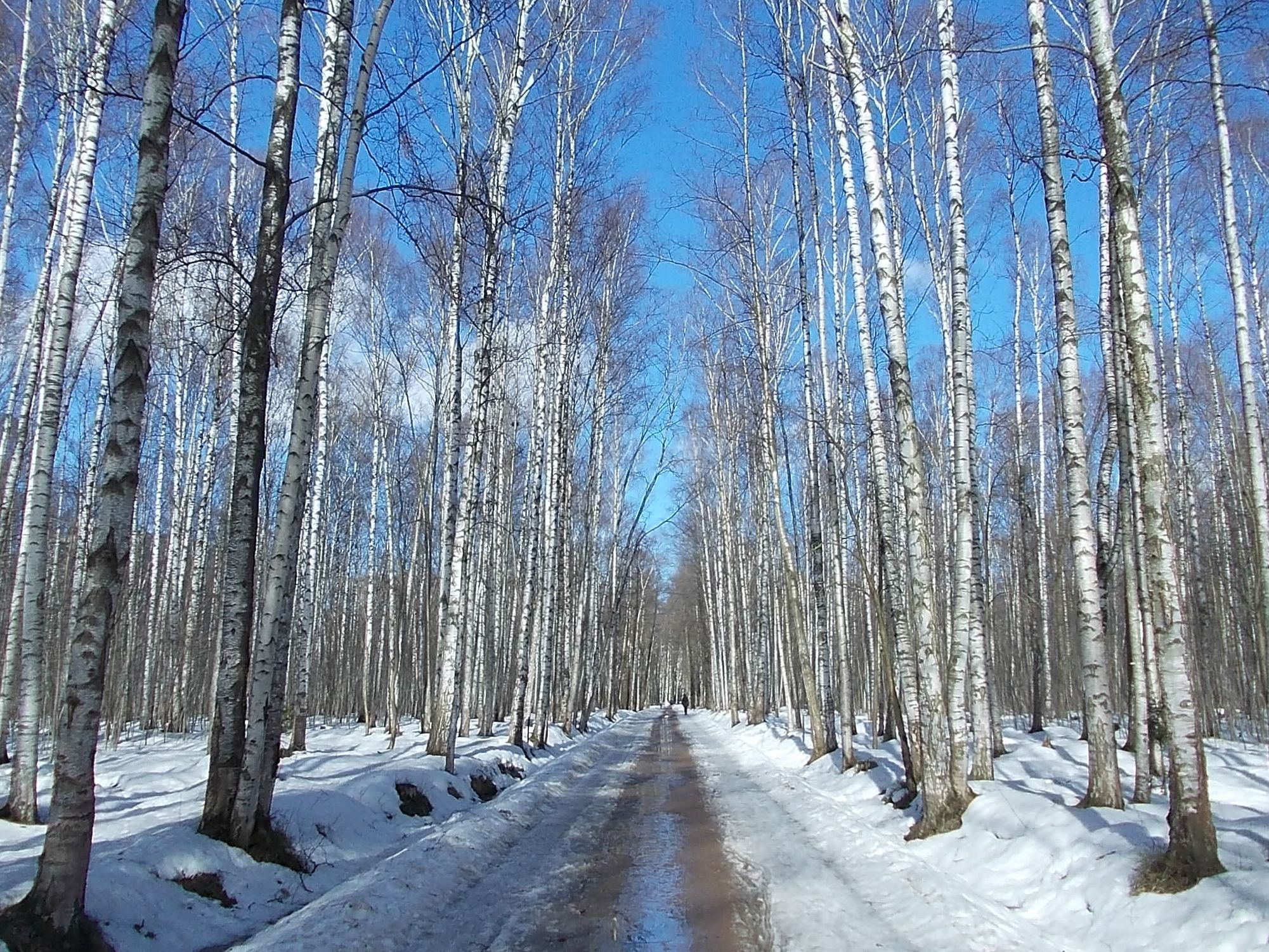
Аллея в парке весной

По территории парка частично проходит Фермское шоссе. Одна из аллей парка, ведущая в его восточную часть, ранее называлась Нежинским проездом. 3 апреля 2013 года проездам возле базы «Зенита» были присвоены названия аллея Павла Садырина и аллея Юрия Морозова.

## Парк как место отдыха

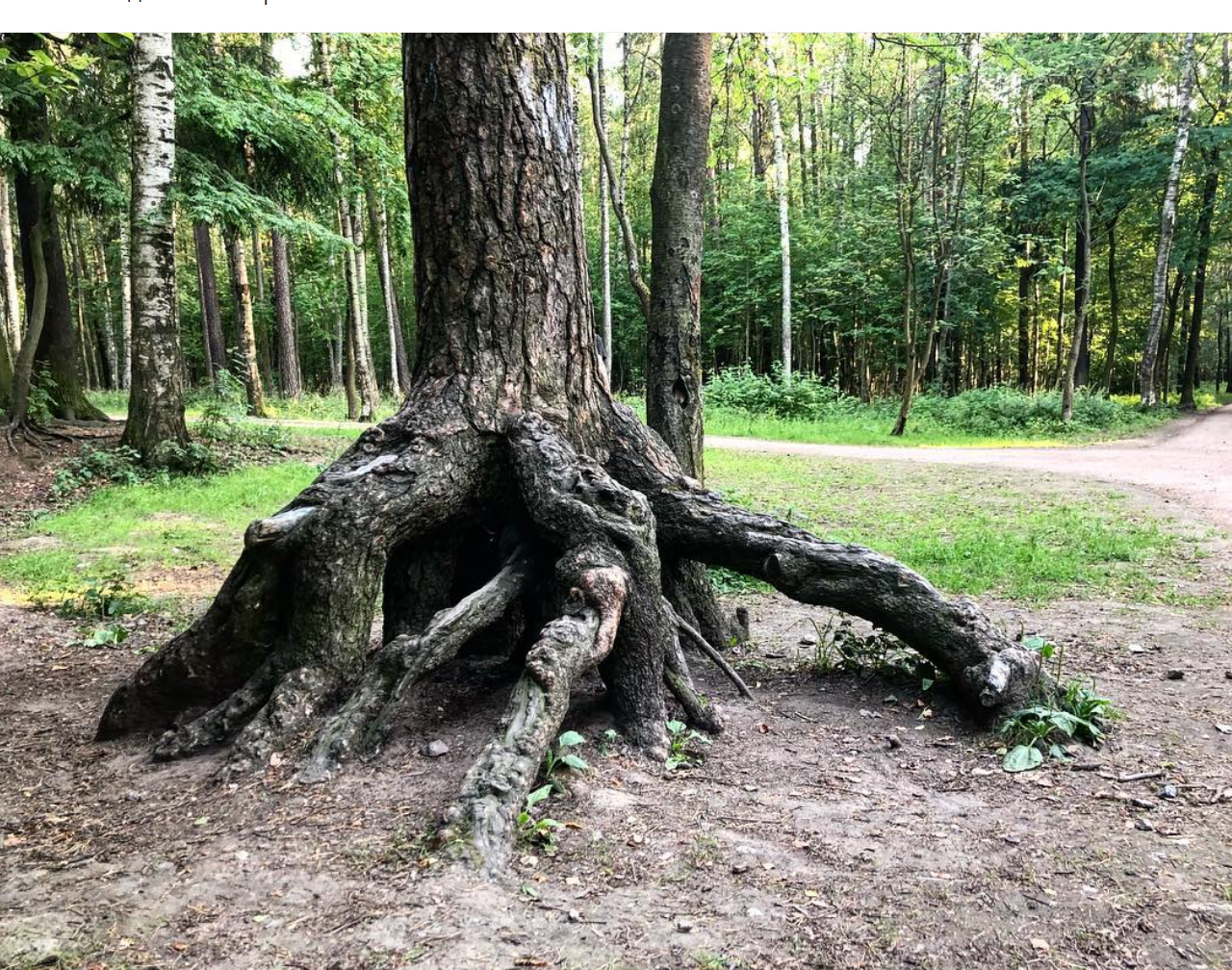
Оригинальное дерево в парке

Во второй половине XIX века, после закрытия Удельнинского лесного училища, земли парка стали сдаваться в аренду для строительства загородных дач, устройства садов для гуляний, купален, лодочных станций и других увеселительных заведений. Удельный парк приобрёл массовую популярность среди петербуржцев. Она ещё более возросла после открытия станций железной дороги Удельная и Ланская.
В 1958 году на территории парка был открыт ресторан «Лесной». В специально построенном здании в стиле сталинского неоклассицизма разместились два зала на 80 человек и большая открытая терраса. Ресторан проработал до начала 2000-х годов, сменив название на «Охотничий домик». В 2002 году в здании началась затянувшаяся реконструкция, а в 2010 году произошел сильный пожар. На сегодняшний день здание находится в аварийном состоянии.
На стадионе «Спартак» базировался с 1968 года первый в СССР клуб любителей бега, созданный О. Ю. Лосем (1923—2010).
В начале XXI века парк продолжает быть посещаемым местом отдыха. Особенно удобна для пеших прогулок и занятий спортом верхняя, более сухая часть парка. Зимой проходящая по парку терраса используется для катания с гор на лыжах и санках. Самодеятельные группы энтузиастов проводят в парке спортивные занятия для детей и взрослых.
Открытый каток в Удельном парке площадью 7000 м² расположен по адресу: ул. Аккуратова 7А, стадион «Олимпийские надежды».
В 1950—1960-х годах парк стал единственным местом в городе, где проводились регулярные встречи любителей старинных и современных частушек — эта традиция дожила до XXI века.

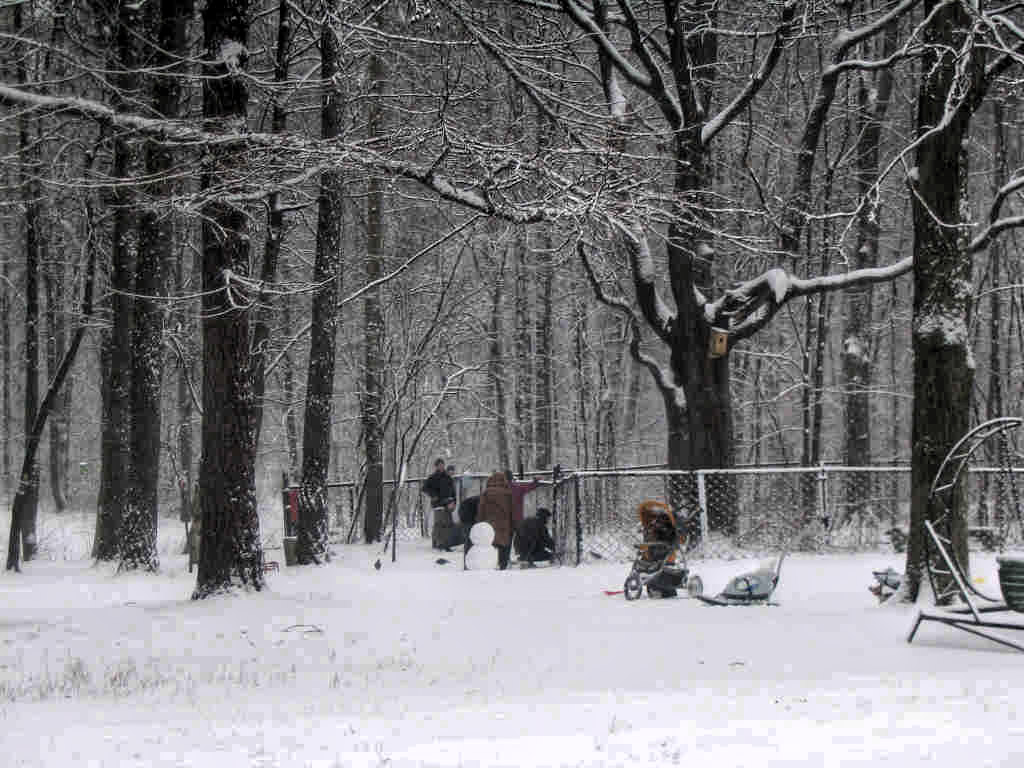
«Бельчатник» в Удельном парке.

В парке находится так называемый «бельчатник» — небольшой участок леса неподалёку от центральной аллеи, огороженный железной решёткой. Близлежащая территория обильно увешана птичьими кормушками. Здесь можно покормить «с руки» птиц и белок.
В восточной части парка летом работают аттракционы.

## Организации на территории парка

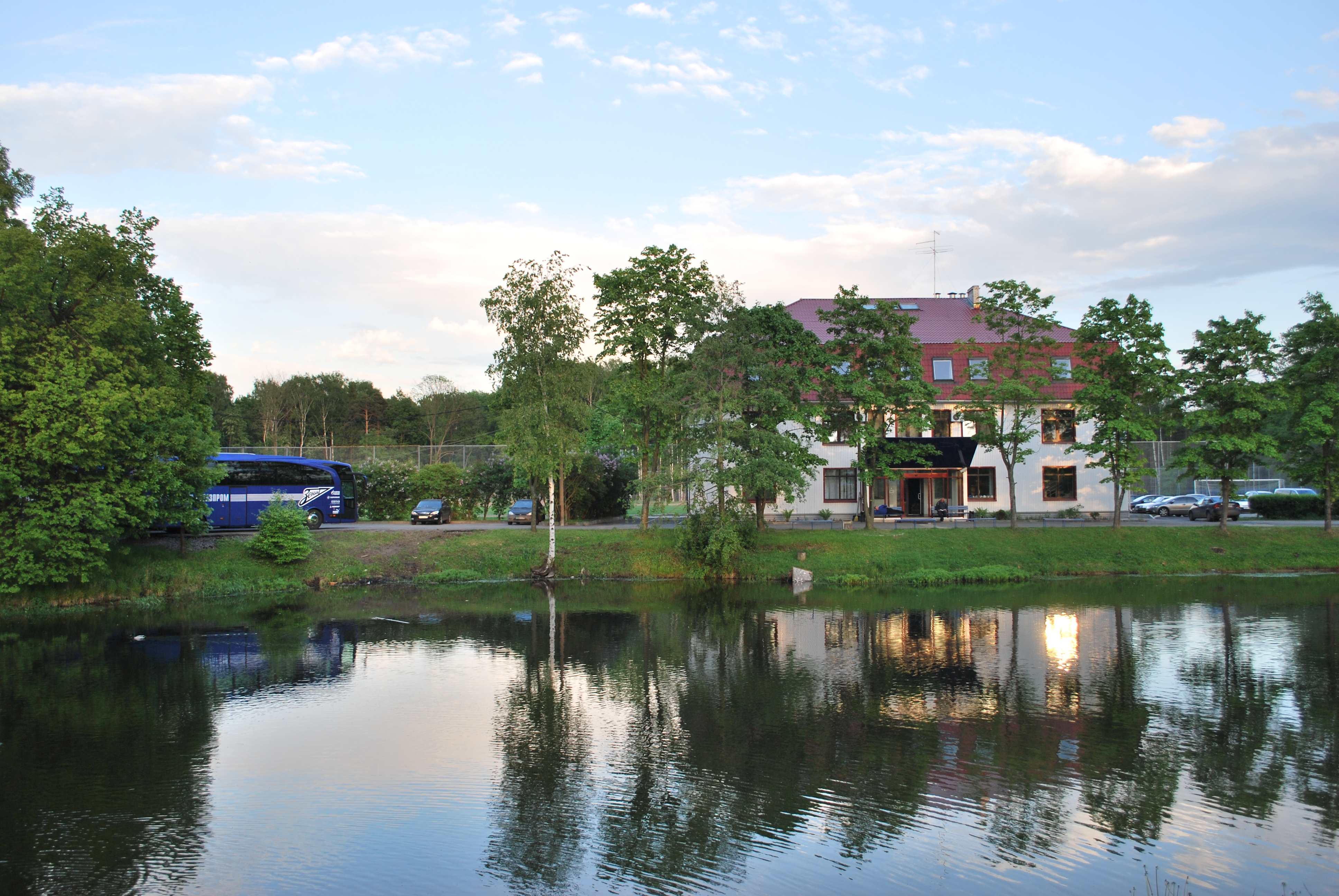
База ФК «Зенит» в Удельном парке в конце 2000-х — начале 2010-х.

Обеспечение текущего содержания и комплексного ухода за зелёными насаждениями и их эксплуатация на территории парка осуществляет ОАО «Удельный парк» (Фермское шоссе, 21).
В северной части парка находится тренировочная база футбольного клуба «Зенит» и стадион «Олимпийские надежды».
В феврале 2012 года на стадионе «Олимпийские надежды» был открыт конькобежный каток с искусственной дорожкой 333,3 метра. Каток доступен и для любителей катаний на льду.

## Сокращение территории парка
К 2009 году земля, принадлежащая парку, всё ещё не была поставлена на кадастровый учёт, что позволяло, формально оставаясь в рамках закона, сокращать его территорию. Так, в действующей (на 2012 год) версии закона «О зелёных насаждениях» из границ парка вывели стадион «Спартак», тренировочную базу «Зенита», озеро, часть парка между озером и улицей Аккуратова, и полосу вдоль железной дороги (для будущего строительства автомагистрали). На часть территории парка в конце 2000-х претендуют и другие инвесторы. Так, в 2011 году для нужд тренировочной базы «Зенита» вырублено около 3 га в нижней части парка, на территории, формально не выведенной из границ парка. На территории бывшего института торфа и тепличного хозяйства «Цветы» выстроены огромные современные высокоэтажные кварталы.
11 февраля 2012 года в Удельном парке прошел митинг, организованный инициативной группой «Защитим Удельный парк».
Митинг в защиту Удельного парка от вырубок под строительство автомобильной дороги и других проектов собрал более 500 человек. На митинге против сокращения территории парка выступили депутаты Законодательного собрания Санкт-Петербурга Александр Кобринский, Андрей Анохин, Борис Вишневский и Константин Сухенко, представители экологических и общественных движений. По итогам митинга была принята резолюция, направленная затем полномочному представителю президента РФ в СЗФО, губернатору Санкт-Петербурга, в Законодательное Собрание и прокуратуру Петербурга, спикеру ЗакСа и главам администрации Выборгского и Приморского районов Петербурга.
Резолюция содержала 20 пунктов. В их числе: законодательно запретить любое строительство в зеленых насаждениях общего пользования, прекратить уничтожение Удельного парка, внести Удельный парк в реестр особо охраняемых природных территорий, не допустить строительство автомагистрали № 7 по территории Удельного парка, отменить согласование КГИОП акта экспертизы, которая дает возможность приспособления для современного использования участка парка.
В июне 2023 года на ПМЭФ между Смольным и ВТБ было подписано соглашение о намерениях по строительству магистрали непрерывного движения № 7, которая пройдёт над территорией Удельного парка.